# Elassoctenus harpax
Genre
Espèce
Elassoctenus harpax, unique représentant du genre Elassoctenus, est une espèce d'araignées aranéomorphes de la famille des Miturgidae.

## Distribution
Cette espèce est endémique d'Australie-Occidentale.

## Publication originale
- Simon, 1909 : Araneae. 2e partie. Die Fauna Sudwest-Australiens. Jena, vol. 2, no 13, p. 152-212.